# Henriette Grandjean
Pour les articles homonymes, voir Grandjean.
 (septembre 2022).
 (mars 2022).
La mise en forme du texte ne suit pas les recommandations de Wikipédia : il faut le « wikifier ».
Les points d'amélioration suivants sont les cas les plus fréquents :
- Les titres sont pré-formatés par le logiciel. Ils ne sont ni en capitales, ni en gras.
- Le texte ne doit pas être écrit en capitales (les noms de famille non plus), ni en gras, ni en italique, ni en « petit »…
- Le gras n'est utilisé que pour surligner le titre de l'article dans l'introduction, une seule fois.
- L'italique est rarement utilisé : mots en langue étrangère, titres d'œuvres, noms de bateaux, etc.
- Les citations ne sont pas en italique mais en corps de texte normal. Elles sont entourées par des guillemets français : « et ».
- Les listes à puces sont à éviter, des paragraphes rédigés étant largement préférés. Les tableaux sont à réserver à la présentation de données structurées (résultats, etc.).
- Les appels de note de bas de page (petits chiffres en exposant, introduits par l'outil «  Source ») sont à placer entre la fin de phrase et le point final[comme ça].
- Les liens internes (vers d'autres articles de Wikipédia) sont à choisir avec parcimonie. Créez des liens vers des articles approfondissant le sujet. Les termes génériques sans rapport avec le sujet sont à éviter, ainsi que les répétitions de liens vers un même terme.
- Les liens externes sont à placer uniquement dans une section « Liens externes », à la fin de l'article. Ces liens sont à choisir avec parcimonie suivant les règles définies. Si un lien sert de source à l'article, son insertion dans le texte est à faire par les notes de bas de page.
- La présentation des références doit suivre les conventions bibliographiques. Il est recommandé d'utiliser les modèles {{Ouvrage}}, {{Chapitre}}, {{Article}}, {{Lien web}} et/ou {{Bibliographie}}. Le mode d'édition visuel peut mettre en forme automatiquement les références.
- Insérer une infobox (cadre d'informations à droite) n'est pas obligatoire pour parachever la mise en page.

Pour une aide détaillée, merci de consulter Aide:Wikification.
Si vous pensez que ces points ont été résolus, vous pouvez retirer ce bandeau et améliorer la mise en forme d'un autre article.
Henriette Grandjean-Bourquin, née le 13 mars 1887, originaire de La Côte-aux-Fées et de La Sagne,  et morte le 11 mars 1968 à La Chaux-de-Fonds est une artiste dessinatrice, céramiste, peintre sur porcelaine et décoratrice suisse.

## Biographie
Henriette Grandjean-Bourquin, née Louise-Henriette Grandjean, est issue d’une famille de notables des montagnes neuchâteloises qui s’est illustrée dans l’horlogerie et l’import-export. Elle est la seconde d’une famille de sept enfants.
Après avoir reçu une éducation générale et éclairée, Henriette Grandjean est élève externe du Cours supérieur à l’École d’Art et de décoration de la Ville de La Chaux-de-Fonds, sous l’autorité de Charles L’Eplattenier, Georges Aubert et Edouard Kaiser. Elle apprend de 1902 à 1905 les diverses techniques d’applications pour la décoration de boîtiers de montre. L’étude de la nature locale, observée aux cours d’excursions dans la campagne environnante et dans des manuels de composition ornementale, est au cœur de l’enseignement des professeurs de l'Art nouveau.
Pour des raisons artistiques et familiales, Henriette Grandjean entreprend un voyage d’études d’un an à la Kunstgewerbeschule de Dresde (1905-1906). Les dessins de cette époque montrent une flore de plus en plus stylisée qui résonnent avec les critères d’enseignement formulés par Ch. L’Eplattenier en 1911 (dogme de La Nouvelle section de l'Ecole d'Art  en 1912). À son retour à La Chaux-de-Fonds, elle réalise une banquette-coffre (vers 1907) en chêne sculpté qui témoigne d’une maîtrise des préceptes de l’Art nouveau chaux-de-fonnier (présentée au musée d’Orsay).
En 1908, elle se rend à Genève pour perfectionner sa technique, notamment en bois, métal repoussé, cuir et textiles, auprès de Prosper Lugrin, professeur et directeur artistique de l’Artisan pratique (la boîte à cravates au dragon, conservée au musée des Arts décoratifs de Paris, atteste de cette période). Rapidement elle signe pour la revue des modèles d’objets destinés à être reproduits par les lecteurs et diffusés mondialement. Elle s’initie à cette époque à la céramique dans l'atelier du Père Liotard, situé à Ferney-Voltaire (France).
Entre 1909 et 1910, l’artiste part avec l’équipe de l’Artisan pratique à Paris. H.Grandjean, en plus de son travail d’atelier (création de modèles, exécution d’objets et enseignement), suit le dimanche des cours dispensés par Eugène Grasset. Ce séjour parisien lui permet de parfaire sa culture visuelle en visitant de nombreux sites historiques, musées et Salons.
Elle séjourne ensuite dans l’atelier Liotard à Ferney, pour réaliser une suite de terres cuites vernissées à décor polychrome incisé. En résulte quatre-vingt-deux pièces signées au revers, réalisées entre septembre et décembre 1911, qui renouvellent le vocabulaire ornemental des traditions de poteries germaniques et savoyardes. Ces créations sont toutes vendues à la fin de l’année, lors d’une exposition-vente à La Chaux-de-Fonds (un vase et un plat sont présentés au musée d’Orsay, Paris ; un vase en terre jouant du vernis mat/brillant est présent au musée de l'Ariana, Genève).
Avide d’expériences, elle intègre entre 1912 et 1913 un atelier de Broderie d’art à Varsovie. Les modèles qu’elle dessine sont destinés à la cour de Russie. Elle songe ensuite à partir aux États-Unis mais ses parents lui rappelle qu’elle est fiancée depuis 1911 à un architecte, André Bourquin, et qu’il serait temps de l’épouser. Ils se marient en mars 1914 à La Chaux-de-Fonds et rapidement le couple a deux filles.
En 1923, la famille s'installe à Essertines-sur-Rolle, dans canton de Vaud. Elle vit alors dans une communauté agricole Adventiste, dite L’œuvre. Elle y réalise des peintures sur porcelaine fine à trois cuissons qui mêlent motifs végétaux, animaux et géométriques, proche de l’Art déco (vases, musée Ariana, Genève). Cette seconde production s'étend de 1923 à 1941 et elle est signée « LHBourquin » ou du monogramme « LHB », souvent accompagné d’un sapin stylisé. Des photographies ainsi que des inventaires témoignent de ventes réalisées à la foire de Bâle et diffusées par des agents.
En 1941, le couple quitte la communauté des Vidies et emménage à La Chaux-de-Fonds, dans une ferme du XVIIe siècle, dite « Mon repos ». À partir de ce moment là, Henriette Bourquin troque le pinceau pour la plume et écrit de petites histoires diffusées par la poste, des textes autobiographiques, etc. Elle s’éteint en 1968, au terme d’une vie marquée par d’intenses douleurs fibromyalgiques qui n’ont jamais pu être soignées mais qui ont, semble-t-il, été sublimées par ses créations artistiques.
En 2006, l’œuvre fut escamotée à l’exposition du centenaire car elle signait : LHBourquin avec un Sapin, son monogramme en Art déco.

## L'œuvre
Henriette Grandjean, après les cours de l'École d'Art et de décoration de La Chaux-de-Fonds, est curieuse d'aller à d'autres sources accomplies de l'Art nouveau. D'Allemagne, elle rapporte une méthode de travail, de géométrisation, de stylisation, et un désir de partage utopique. Son contemporain, Charles-Edouard Jeanneret (Le Corbusier), écrit le 26 février 1908 : « Nous avons grâce à Mlle Grandjean qui fut des plus complaisantes, des renseignements complets sur Dresde. » Les motifs de la flore et de la faune neuchâteloises, jurassiennes, sont alors en partage pour cette version régionaliste de l'Art nouveau, nommée aujourd'hui : Style sapin.  
Dans son œuvre, le marronnier, le sapin et les spirales de la fougère sont des éléments récurrents. Henriette Grandjean (puis LHB) formule des liens plus ou moins géométrisés, voire spiritualistes, avec la nature ; une re-création « ravissante ». L'exposition 1908 de la « Société des amis des arts » (à La Chaux-de-Fonds) fait état d'une large maîtrise technique : bois, argenterie et travail du cuir. 
Maîtrise de la gravure et de l'émaillage. Motifs de « mise au net »pour boîtiers de montres distingués à l'Exposition internationale de Milan en 1906.  
En 1911, Henriette Grandjean, par ses céramiques de terre vernissée polychrome incisée dans un style singulier et divers, paraît être en lien avec l'aventure de décoration architecturale chaux-de-fonnière. Elle synthétise alors des motifs bien plus largement que ceux du sapin. Son vécu de la production germanique et sa connaissance fine de la tradition populaire européenne va s'appuyer sur le savoir-faire spécifique de l'atelier Liotardpour revivifier le principe d'un décor Art nouveau qu'elle perçoit comme rébarbatif à la Chaux-de-Fonds. Pour Henriette Grandjean c'était une analyse, un constat et un pari : « La peinture sur porcelaine est au dernier degré de la décadence. La peinture moderne ne peut plus s'adapter à ce genre d'ouvrage et les porcelaines anciennes qui reproduisent des bouquets, des paysages, ne se vendent plus. » (à sa mère, en date du 7 juin 1908). Et le succès fut au rendez-vous.  
Toujours ouverte sur d'autres techniques et procédés (après un an à Paris aux ateliers Pr. Lugrin, 1909-1910), Henriette Grandjean devient dessinatrice (en 1912-1913) dans un atelier de Broderies d'art et dentelles à Varsovie. Elle y conçoit et veille à la réalisation d'un ensemble de vêtements d'apparat, tant pour la cour de Russie que pour des vêtements sacerdotaux.
Dans une seconde période après son mariage, Henriette Bourquin dirige un atelier de peinture sur porcelaine dont la marque de fabrique est le monogramme « Sapin ». Entre 1923-1941, voire 1945, ses peintures sur porcelaine « LHBourquin » se vendent, se diffusent largement par exemple à la Foire de Bâle en 1928, et dans divers cantons suisses dont Vaud, Zurich et Valais. Ce sont des compositions personnelles en lien avec les richesses de l'Art déco : représentation de divers animaux non figés, papillons, portraits de la nature, mais aussi volonté de revivifier les motifs floraux classiques ou le goût héraldique hors de l'influence du Purisme (art), prélude du Brutalisme.

## Collections publiques
- Musée d'Orsay - Pavillon d'amont, Paris
- Musée de l'Ariana, Genève
- Musée des Beaux-Arts de La Chaux-de-Fonds
- Musée des Arts décoratifs de Paris